# Geronimo (singel Aury Dione)
Geronimo to utwór pop napisany przez Aure Dione, Davida Jost'a, Joachima Persson'a, Iana O'Brien-Docker'a oraz Thomasa Troelsen'a na drugi studyjny album duńskiej wokalistki Aury Dione. Kompozycja została wydana 19 września 2011 roku, jako pierwszy singel promujący album "Before the Dinosaurs" (2011).
"Geronimo" uplasowało się na szczycie list przebojów w Austrii, Danii i Niemczech. Sama Dione, stała się pierwszą Dunką, której udało się zdobyć pierwsze miejsce na niemieckiej liście przebojów.

## Track-lista i Formaty Singla
Danish digital download
1. "Geronimo" (Jost & Damien Radio Mix) – 3:15

German digital EP
1. "Geronimo" (Jost & Damien Radio Mix) – 3:15
2. "Geronimo" (The Disco Boys Remix Edit) – 3:23
3. "Geronimo" (The Disco Boys Remix) – 5:38
4. "Geronimo" (LTM Slowdown Remix) – 8:12
5. "Call Messiah" (Aura Dione, Per Ebdrup) – 6:53

German CD single
1. "Geronimo" (Jost & Damien Radio Mix)
2. "Geronimo" (The Disco Boys Remix)

## Pozycje na listach
| Lista przebojów (2011)        | Najwyższa pozycja |
| ----------------------------- | ----------------- |
| Austria (Ö3 Austria Top 75)   | 1                 |
| Dania (Tracklisten)           | 1                 |
| [A] Europa (Airplay Top 100)  | 10                |
| Niemcy (Media Control)        | 1                 |
| [A] Polska (ZPAV)             | 71                |
| Szwajcaria (Media Control AG) | 13                |

Adnotacje
- A ^ Notowanie Airplay.